# Pierawoje
Pierawoje (biał. Перавое; ros. Перовое, Pierowoje) – wieś na Białorusi, w obwodzie brzeskim, w rejonie małoryckim, w sielsowiecie Orzechowo, w pobliżu granicy z Ukrainą.

## Warunki naturalne
Wieś położona jest nad dużymi kompleksami mokradeł.

## Historia
Wieś powstała w okresie sowieckim. Wcześniej w pobliżu leżały nieistniejące współcześnie miejscowości Perowy i Kołone.  Od 1991 położona jest w niepodległej Białorusi.